# McFall
La ville de McFall est située dans le comté de Gentry, dans l’État du Missouri, aux États-Unis. Sa population s’élevait à 93 habitants lors du recensement de 2010, estimée à 92 habitants en 2016.

## Histoire
McFall a été établie en 1879 et nommée d’après John McFall Sr., le propriétaire du terrain. McFall dispose d’un bureau de poste depuis 1879.

## Source
- (en) Cet article est partiellement ou en totalité issu de l’article de Wikipédia en anglais intitulé « McFall, Missouri » (voir la liste des auteurs).

1. ↑  « Gentry County Place Names, 1928–1945 (archived) » [archive du 24 juin 2016], The State Historical Society of Missouri (consulté le 2 octobre 2016)
2. ↑  « Post Offices », Jim Forte Postal History (consulté le 2 octobre 2016)